# 長翅小海魴
長翅小海魴為輻鰭魚綱海魴目甲眼的鯛科的其中一種，分布於南半球三大洋海域，棲息深度200-450公尺，體長可達10.8公分。